# باول باتلر (سياسي)
باول باتلر (بالإنجليزية: Paul Butler)‏ هو سياسي بريطاني، ولد في 18 سبتمبر 1955 في المملكة المتحدة. انتخب Bishop of Durham ‏ (20 يناير 2014 – ) وانتخب Bishop of Southwell and Nottingham ‏ (2010 – 20 يناير 2014) وانتخب Bishop of Southampton ‏ (24 يونيو 2004 – 2010).